# Протесты в Хабаровском крае
Проте́сты в Хаба́ровском кра́е — массовые несанкционированные митинги и шествия, которые проходят по субботам с 11 июля 2020 года. Также акции проводились в других населённых пунктах региона (Комсомольске-на-Амуре, Николаевске-на-Амуре). Участники акций выступали против уголовного дела, возбужденного в отношении бывшего губернатора края Сергея Фургала, который 9 июля 2020 года был задержан и перевезён в Москву.
Акции были массовыми — 11 июля 2020 года протестный митинг в Хабаровске был самым многочисленным в истории города. Акции солидарности с участниками хабаровских протестов проводились также в других городах России (Москва, Санкт-Петербург, Новосибирск, Екатеринбург, Владивосток и другие). В августе — сентябре 2020 года численность участников субботних акций протеста резко сократилась, а сами протесты стали привлекать гораздо меньше внимания СМИ, чем в июле 2020 года. В дальнейшем субботние акции в поддержку Фургала становились все менее многочисленными. Ни одно из требований протестующих удовлетворено не было. В 2021 году акции продолжались, но были нерегулярными. Со 2 июля 2021 года власти запретили массовые уличные акции и в тот день прошли последние (до 10 октября 2021 года) уличные протесты за освобождение Фургала.
Власти ответили на акции задержаниями и делами об административных правонарушениях. 10 октября 2020 года в Хабаровске власти предприняли первую попытку силового разгона митинга в поддержку Фургала. Хабаровские депутаты от ЛДПР (партии, от которой был избран Фургал) в большинстве своем протесты не поддержали.
26 апреля 2024 года движение «Я/Мы Сергей Фургал» признали экстремистским и запретили на территории РФ.

## Предыстория

### Губернаторство Сергея Фургала
23 сентября 2018 года Сергей Фургал выиграл выборы губернатора Хабаровского края, набрав во втором туре 69,57 % голосов избирателей и обойдя кандидата от партии «Единая Россия», действующего губернатора Вячеслава Шпорта (27,97 % голосов).
13 декабря 2018 года указом президента Владимира Путина столица Дальневосточного федерального округа была перенесена из Хабаровска во Владивосток. Против переноса столицы ДФО выступили губернатор Хабаровского края Сергей Фургал и мэр Хабаровска Сергей Кравчук.
В сентябре 2019 года ЛДПР заняла первое место на выборах в Законодательную думу Хабаровского края, где получила 30 из 36 депутатских мест, в Хабаровскую городскую думу, где получила 34 из 35 мест и в местные собрания депутатов. Кроме того, на довыборах в Государственную думу по одномандатному избирательному округу № 70 (включает Комсомольск-на-Амуре и половину территории Хабаровска) выиграл кандидат от ЛДПР Иван Пиляев, на выборах мэра Комсомольска-на-Амуре — кандидат от этой партии Александр Жорник.
За год и 9 месяцев работы губернатором Хабаровского края Сергей Фургал инициировал принятие ряда изменений, отмеченных в федеральных СМИ, направленных на сокращение аппарата краевых чиновников. Так, например, Фургал в два раза сократил численность заместителей главы краевого правительства, отказывался от, по его словам, сомнительных и неэффективных государственных закупок, сократил размер собственной зарплаты, доплат бывшим госслужащим в регионе, запретил большинству членов краевого правительства летать в командировки бизнес-классом за счёт бюджетных средств.

### Уголовное дело и арест Фургала
9 июля 2020 года сотрудниками ФСБ и СК России был задержан губернатор Хабаровского края Сергей Фургал, в тот же день он был этапирован в Москву. Против Фургала было возбуждено уголовное дело; губернатор подозревается в покушении на убийство предпринимателя Александра Смольского 24 июля 2004 года и убийствах бизнесменов Евгения Зори в 2004 году и Олега Булатова в 2005 году. Фургала также проверяют на причастность к убийствам коммерсантов Александра Адамова и Романа Сандалова. Оперативное сопровождение по делу осуществляет ФСБ России.
10 июля 2020 года Басманный суд Москвы постановил арестовать подозреваемого в убийствах губернатора на 2 месяца; судебное заседание проходило в закрытом режиме. 2 сентября СКР предъявил Фургалу обвинение в организации ещё одного убийства. 3 сентября экс-губернатор был оставлен в СИЗО до 9 декабря.
20 июля 2020 года Владимир Путин отрешил Сергея Фургала от должности губернатора Хабаровского края в связи с утратой доверия президента России.
По мнению ряда политологов, целью ареста Фургала было внесение раскола и ослабление позиций местного отделения ЛДПР в преддверии выборов в Госдуму 2021 года, а также месть за то, что он вопреки договорённостям с федеральными властями не снял свою кандидатуру с выборов.

## Причины протестов
Социологи, проведя социологическое исследование, отметили, что в основе массовых выступлений в защиту арестованного губернатора — претензии жителей Хабаровского края к федеральной власти, выстроившей коррупционную систему лояльности региональных чиновников. Сам Сергей Фургал, проявивший за время своей работы те качества регионального лидера, на которые имеется общественный запрос, после ареста стал символом противостояния жителей региона федеральной власти.

## Требования участников протестов
Требования протестующих делились на две группы — связанные с делом Фургала и остальные. Требования, связанные с делом Фургала, оставались постоянными — протестующие требовали освобождения арестованного губернатора.
По мере развития протестов к требованиям за Фургала добавлялись лозунги, связанные с протестами в Беларуси и ситуацией с возможным отравлением Навального. В августе 2020 года хабаровчане неоднократно высказались в поддержку массовых выступлений в Беларуси, начавшихся после президентских выборов, и за отставку Александра Лукашенко. 23 августа одна из акций прошла около представительства Беларуси. С 20 августа, после отравления Алексея Навального, у протестующих появились лозунги в поддержку главы Фонда борьбы с коррупцией.

## Ход протестов

### Многотысячные акции (11 июля — 1 августа 2020 года)

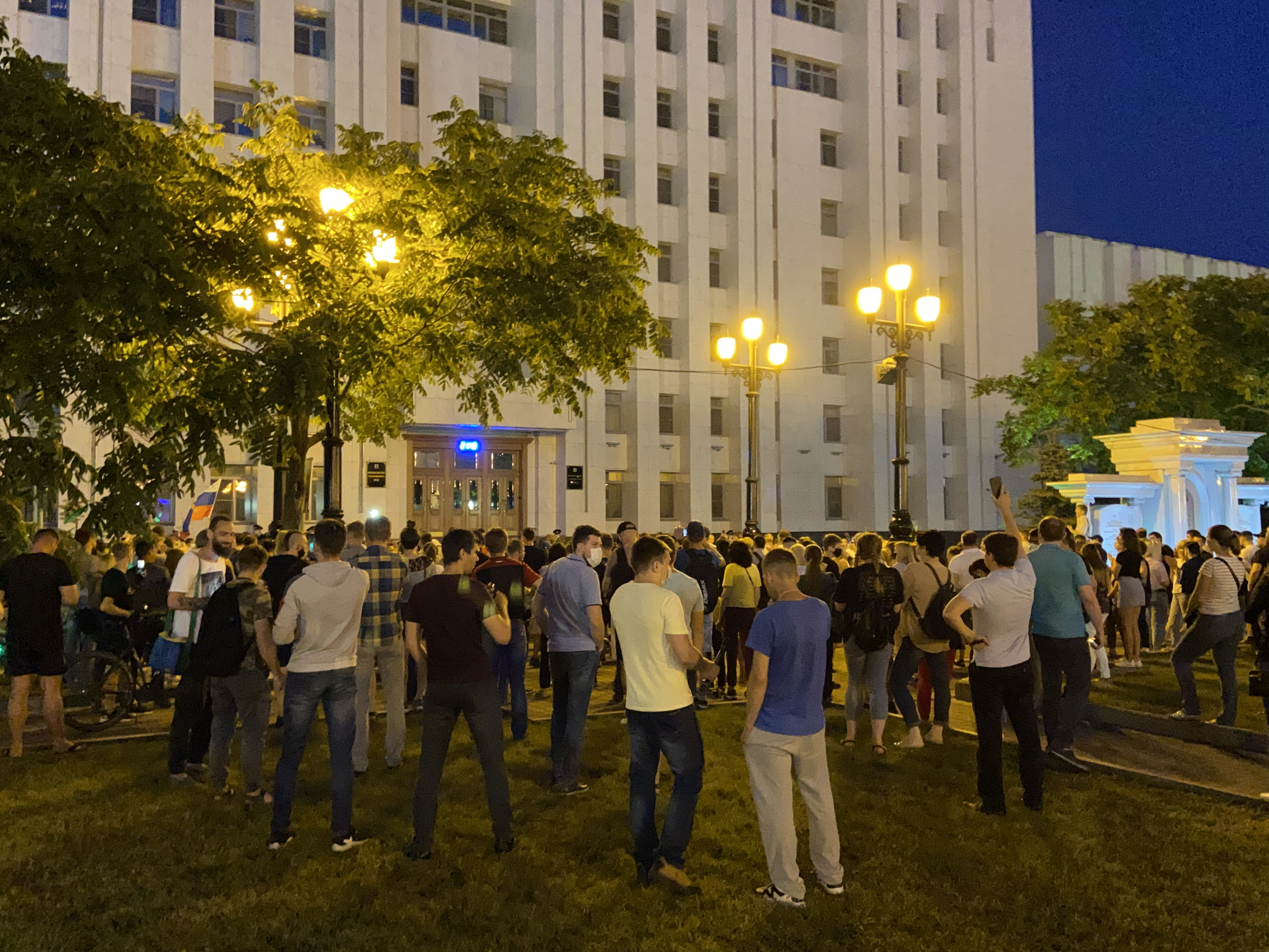
Протестующие у здания правительства края 14 июля

Акции протеста проходили в Хабаровске каждый день июля. Крупнейшие прошли в субботние дни: 11, 18 и 25 июля. Помимо митингов, стала популярна интернет-акция «Я/Мы Сергей Фургал», активно распространяемая в социальных сетях, хэштеги #ямыфургал и #свободуфургалу, пикеты и различного рода автопробеги.
11 июля в Хабаровске в акции приняли участие от 10 до 40 тысяч человек. По данным местных СМИ, количество собравшихся в Хабаровске превзошло число участников последних акций «Бессмертный полк», на которые собиралось до 60 тыс. человек. По данным «Транссибинфо», митинги в Хабаровске и Комсомольске-на-Амуре собрали около 55 тыс. человек. По оценкам МВД, в акциях протеста приняли участие от 10 до 12 тыс. человек, по данным издания Коммерсантъ, только в Хабаровске число собравшихся могло составить от 30 до 35 тыс. человек. В СМИ митинг назвали самым крупным в истории Хабаровска.
18 июля на акцию в поддержку губернатора Сергея Фургала в Хабаровске пришло большее количество человек, чем 11 июля — по разным оценкам, собралось от 50 до 80 тыс. человек. Акции в поддержку Фургала также прошли в других городах, в частности, в Благовещенске, Комсомольске-на-Амуре, Владивостоке, Николаевске-на-Амуре, Амурске, Бикине, Ванино, Троицком.
25 июля 2020 года колонна протестующих хабаровчан прошла по улице Муравьёва-Амурского в сторону Комсомольской площади и после примерно полуторачасового шествия вернулась на площадь Ленина. По разным оценкам, на митинг в Хабаровске вышли от 15 до 50 тысяч человек, мэрия заявила о 6,5 тысячах человек. По оценке «Медузы», 25 июля в Хабаровске на акцию протеста вышло на треть больше людей, чем было на предыдущих субботних акциях 18 и 11 июля. После перерыва акция протеста продолжилась в вечернее время, на которой присутствовали местные депутаты от ЛДПР, убеждающие людей разойтись и не продолжать протесты. В Комсомольске-на-Амуре поддержать митингующих вышел глава города Александр Жорник. Помимо Хабаровского края, акции в поддержку Сергея Фургала прошли во Владивостоке, Южно-Сахалинске, Иркутске, Чите, Красноярске, Новосибирске, Москве и других городах.
Численность митингующих разнилась от дня недели и погоды, но наибольшая численность фиксировалась по субботам, когда на акции собиралось по несколько тысяч человек. Крупнейшая акция прошла в субботу 1 августа, в тот день движущаяся колонна в заняла всю длину улицы Муравьёва-Амурского. Городская администрация заявила о 3,5 тысячах протестующих; по оценке корреспондента газеты Коммерсантъ, протестующих было не меньше, чем в прошлые субботы. В тот день акции солидарности с Хабаровском прошли во Владивостоке, Южно-Сахалинске, Комсомольске-на-Амуре, Москве, Санкт-Петербурге, Архангельске, Мурманске, Челябинске, Миассе, Краснодаре, Казани, Орле, Екатеринбурге, Кирове, Волгограде, Красноярске, Кургане, Белгороде, Воронеже, Барнауле, Ростове-на-Дону, Сургуте, Новосибирске, Твери. По данным «ОВД-Инфо», на акциях в 14 городах были задержаны 70 человек.
Акции протеста во всех городах страны проходили мирно, без прямых столкновений с полицией. В первые дни митингов полиция в Хабаровске начала раздавать бесплатные медицинские маски протестующим для предотвращения распространения COVID-19 На протяжении месяца полиция задерживала отдельных участников.
20 июля Владимир Путин отправил Сергея Фургала в отставку с формулировкой «в связи с утратой доверия президента Российской Федерации». Врио главы Хабаровского края был назначен член ЛДПР Михаил Дегтярёв, он прибыл в регион 21 июля. В первые дни врио не встречался с митингующими, ограничившись высказываниями, что «желает удачи в суде» Фургалу и что в организации протестов замечены люди из других регионов и иностранцы

### Спад волны протестов в августе — начале октября 2020 года
В августе — начале октября 2020 года акции протеста в Хабаровске проводились каждую субботу. Однако численность участников резко сократилась по сравнению с июлем 2020 года — выходило максимум по несколько тысяч человек. Одновременно в августе — сентябре 2020 года снизился интерес общественности к протестам.
В начале августа 2020 года директор по политическому анализу Института социального маркетинга (ИНСОМАР) Виктор Потуремский отмечал, что протестное движение идёт на убыль: наблюдается явное снижение социальной активности горожан. Аналитик подчеркнул, что разрыв между попытками представить протестное движение как оппозиционное и эмоциональным отношением горожан к арестованному губернатору, которое они выразили выходом на многочисленную демонстрацию, становится всё более очевидным. В конце августа Znak.com со ссылкой на данные сервиса подбора ключевых слов «Яндекса» отмечал, что за месяц интерес к хабаровским протестам и делу Фургала упал почти в пять раз.
Фонд «Петербургская политика» фиксировал, что к началу сентября протесты «потеряли немалую часть энергии и оказались постепенно выдавлены из политического мейнстрима» и в результате превратились в «фоновое событие».
BBC сообщало 11 сентября 2020 года, что протесты идут на спад.
2 августа 2020 года на митинг перед зданием краевого правительства собралось около сотни человек, в дождливый вторник 4 августа на митинг на площади Ленина вышли всего несколько десятков человек.
8 августа 2020 года (в субботу) не менее 2800 протестующих совершили круг по улицам города,
29 августа 2020 года в Хабаровске собралось около 1200 человек.

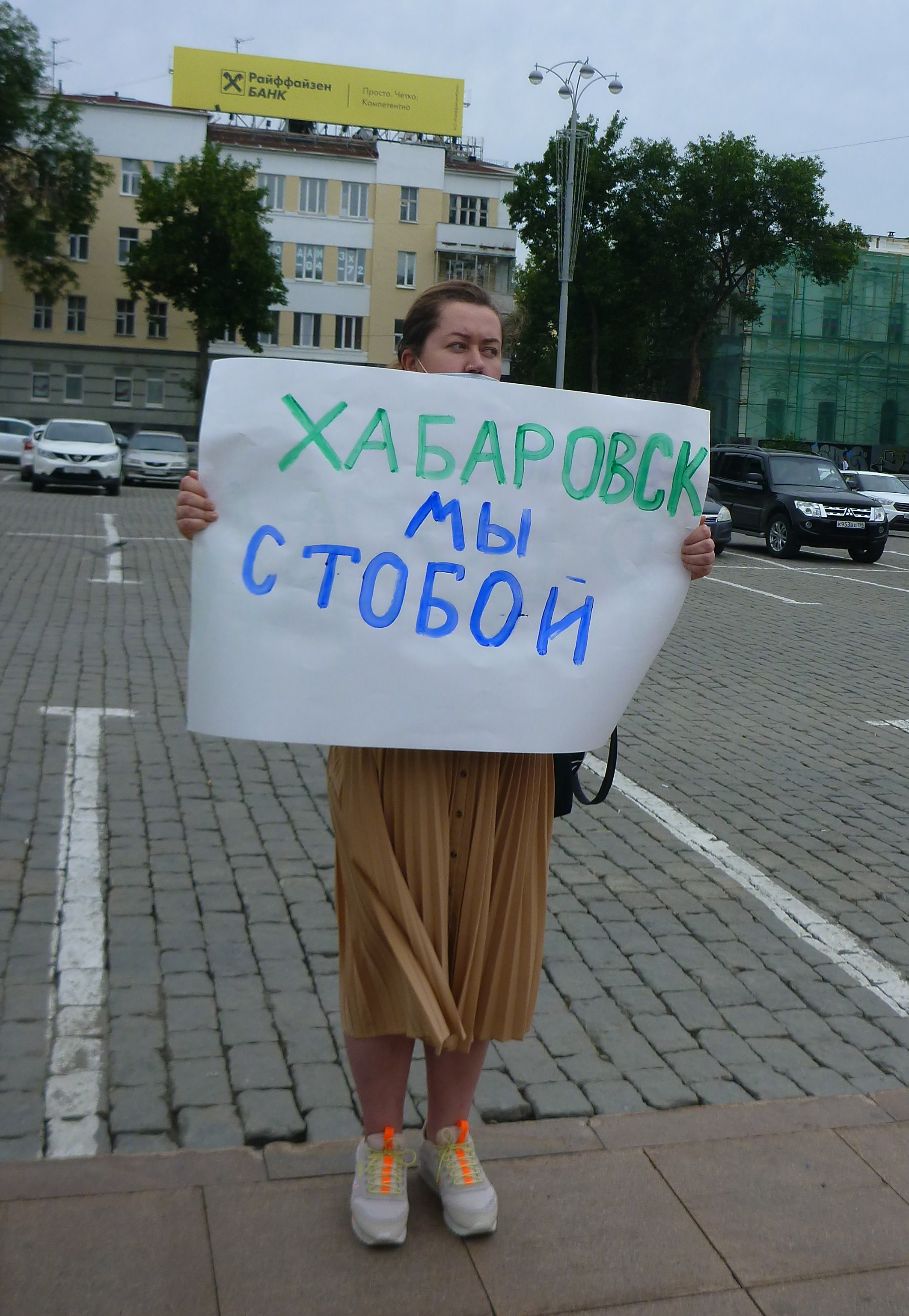
Одиночная пикетчица в Екатеринбурге с плакатом солидарности с хабаровским протестом, 1 августа 2020 года

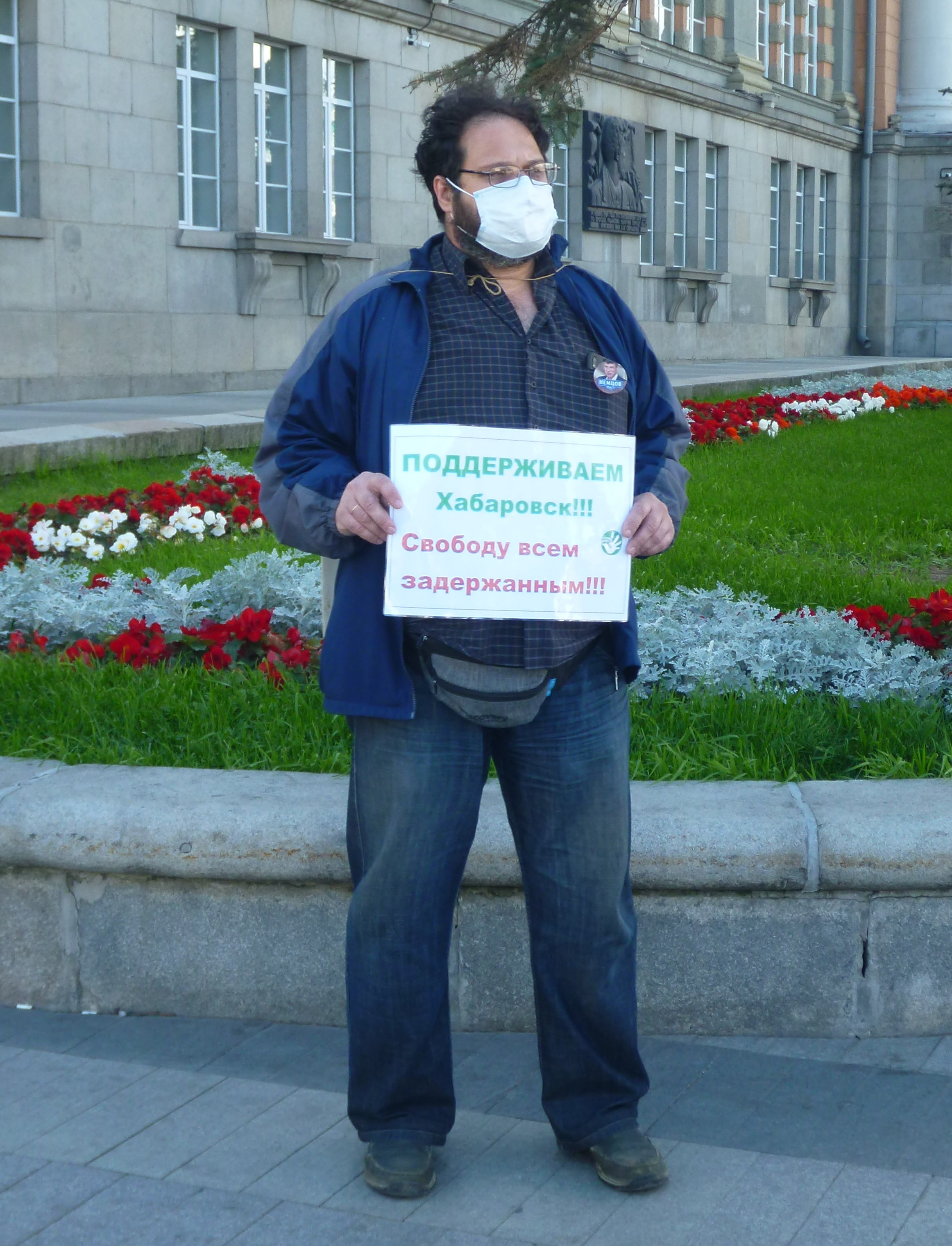
Одиночный пикет в Екатеринбурге в поддержку задержанных в Хабаровске, 6 сентября 2020 года

4 сентября в Хабаровском крае полностью сняли карантин по коронавирусу, после чего в мэрию было подано уведомление о проведении акции 12 сентября. Администрация отказала, указав, что площадь перед мэрией уже зарезервирована под другое мероприятие.
5 сентября в Хабаровске прошёл девятый подряд субботний митинг в поддержку Сергея Фургала. В мэрии города сообщили, что на митинг пришло менее тысячи человек. Местный ресурс DVhab, ссылаясь на очевидцев, сообщал о пяти тысячах участников.
3 октября 2020 года хабаровчане вышли к зданию регионального правительства, многие при этом держали в руках красно-белые воздушные шары, плакаты, на акции был третий по счёту фургаломобиль. Протестующие скандировали лозунги: «Мы идем по лужам, Путин нам не нужен» и «И в жару и под дождем за Фургала мы идем!», «Свободу!», «Я, мы, он, она — за Фургала вся страна».

### Силовой разгон акции 10 октября 2020 года
10 октября 2020 года на субботний митинг (по подсчётам журналистов) митинг пришли более тысячи человек. После шествия на площади Ленина несколько человек стали устанавливать палатки. Большая часть протестующих к этому времени разошлась. После невыполнения требования полицейских убрать палатки из здания правительства края вышли бойцы ОМОН и начали жёсткие задержания, несколько человек пострадали. Это был первый случай разгона акции в поддержку Сергея Фургала в Хабаровске. Вечером 10 октября на площади Ленина состоялся второй митинг за день. Бывший полицейский Роман Тимиров бросил свои награды и грамоту на митинге перед ступенями Белого дома в знак протеста. На протестной акции на следующий день собравшиеся люди вспомнили о Романе Тимирове и начали скандировать: «Спасибо, Роман»

### Последние декабрьские протесты
12 декабря, в День Конституции, прошёл очередной митинг в поддержку Фургала.
26 декабря 2020 года в Хабаровске прошёл очередной субботний митинг в поддержку Фургала, в котором приняли участие (по данным мэрии Хабаровска) около 30 человек. Митинг оказался последней массовой хабаровской субботней акцией в поддержку Фургала в 2020 году.

### 2021 год
2 января администрация Хабаровска объявила о том, что уличные протесты в городе прекратились. 2 января 2021 года у здания администрации Хабаровска собрались в основном люди пенсионного возраста и снимающие их блогеры.
9 января на субботний митинг вышли в Хабаровске с плакатами больше 100 человек (в основном пенсионного возраста). 18 — 19 января 2021 года в Хабаровске состоялись акции в поддержку Фургала (в связи с этими акциями был задержан и позднее дважды арестован на 10 суток З. Худяков).
23 января митинг в поддержку Фургала был также сопряжён с темой протестов за освобождение Алексея Навального. Оценка количества вышедших разнится от 250 (официальная позиция администрации города Хабаровск) до 1000 и свыше. Под конец митинг был разогнан силами полиции и ОМОН. В тот день были задержаны в Хабаровске 74 человека, в том числе депутат Законодательной Думы Хабаровского края Максим Кукушкин, который работал на акции в качестве журналиста.
30 января на площади имени Ленина в Хабаровске митингов не было (но нескольких человек задержали), а 6 февраля 2021 года на площади имени Ленина с утра стоял полицейский автотранспорт (хотя протестующих видно не было). 6 февраля 2021 года массовых акций на площади имени Ленина также не было, но задержали одиночную пикетчицу. 21 апреля 2021 года на площади Ленина в Хабаровске прошла акция в рамках третьей общероссийской акции за освобождение Навального, в которой приняли участие около 150 человек. На портале ОВД-Инфо в новостной сводке по Хабаровскому краю последние задержания непосредственно на уличных акциях 2021 года в Хабаровске зафиксированы 30 января 2021 года. После этой даты ОВД-инфо фиксировало случаи задержаний участников акции в Хабаровске — для составления протоколов по статье 20.2 КоАП РФ, но за акции до 31 января 2021 года.
11 июня 2021 года на акцию за освобождение Фургала в Хабаровске вышли около 20 человек (некоторые из них ранее подвергались административной ответственности за участие в протестных акциях в поддержку Фургала). 19 июня 2021 года около пяти сотен человек в Хабаровске (в том числе сын Сергея Фургала Антон) вышли на согласованный митинг против политического произвола. Со 2 июля 2021 года в связи с пандемией власти запретили в Хабаровском крае все уличные мероприятия с очным количеством участников более 10 человек (кроме официальных мероприятий, на которые установили ограничение — 100 человек). 2 июля 2021 года в трех местах Хабаровска прошли протестные акции. Следующее уличное мероприятие в поддержку Фургала в Хабаровске местный портал DVHAB фиксирует только 11 октября 2021 года, когда в первую годовщину разгона акции за Фургала в разных местах Хабаровска прошли акции.
30 октября 2021 года полиция пресекла попытку акции в поддержку Фургала в «гайд-парке» Хабаровска, указав собравшимся, что в связи с противоэпидемическими мерами в Хабаровском крае запрещены любые уличные акции, включая одиночные пикеты.

### 2022 год
В соответствии с Постановлением краевого правительства, с 1 мая 2022 года «гайд-парки» — места для собраний без уведомления властей были перенесены с Комсомольской площади города Хабаровска и площади перед кинотеатром «Дружба» на парк ДОФ и площадь перед КДД «Русь».
5 июня 2022 года состоялся согласованный с Администрацией города автопробег в поддержку Сергея Фургала, в котором приняло около 10 автомобилей.
9 июля 2022 года, во вторую годовщину ареста Сергея Фургала, на площади перед КДД «Русь» был проведен митинг в поддержку экс-губернатора, в котором приняло участие более ста человек. На мероприятии присутствовали депутат Собрания депутатов Хабаровского муниципального района Василий Харитонов, а также депутат Хабаровской городской Думы Михаил Сидоров. Между выступлениями ораторов пел хабаровский бард Андрей Ботал.

### 2023 год
12 февраля на площади перед Краевым домом дружбы «Русь» прошёл митинг, приуроченный ко Дню рождения Сергея Фургала, который собрал более семидесяти неравнодушных жителей города. Массовое мероприятие посетили депутат Законодательной думы Хабаровского края Максим Кукушкин и председатель реготделения партии «Справедливая Россия — За правду», депутат Хабаровской городской Думы Михаил Сидоров. Собравшиеся держали в руках флаги и постеры и скандировали такие лозунги, как: «Я, мы, он, она — за Фургала вся страна!», «Свободу Фургалу!» и «Фургала — в президенты!». Аналогичные акции состоялись также в Комсомольске-на-Амуре и Новосибирске.
9 июля 2023 года на площади перед КДД «Русь» около ста человек провели акцию протеста в поддержку Сергея Ивановича Фургала, приуроченную к третьей годовщине его ареста. При этом перед самым началом мероприятия силовики задержали 16 активистов, позже всех отпустили. Также пикет в защиту экс-губернатора прошёл в Новосибирске.

### 2024 год
В конце апреля Хабаровский краевой суд признал общественное движение «Я/Мы Сергей Фургал» экстремистской организацией и запретил его.

## Акции солидарности с Хабаровском в других городах России
В поддержку хабаровских протестов в ряде городов России проходили одиночные пикеты, а также массовые уличные собрания.
18 июля 2020 года в центре Владивостока для «кормления голубей» вышли около тысячи человек.
3 октября 2020 года пикеты проводили жители Москвы и Санкт-Петербурга.

## Нападения на участников акций
Сообщалось о силовых действиях против отдельных представителей оппозиционных организаций: вечером 23 июля в Хабаровске трое человек в масках напали на журналиста, ведущего ютуб-канала «Штаб Навального в Хабаровске» Дмитрия Низовцева, освещавшего акции протеста, 24 июля неизвестные в том же Хабаровске напали на координатора «Открытой России» Сергея Наумова.

## Реакция властей
Представили различных ветвей и уровней власти разнились в оценках ситуации с арестом Фургала и митингами. Полномочный представитель президента РФ в ДФО Юрий Трутнев по поводу протестов заявил, что «у людей есть право выражать своё мнение», мэр Хабаровска Сергей Кравчук сказал, что «такие митинги в городе не нужны. Они противозаконны и пагубно влияют на здоровье всех тех, кто принимает в них участие», пресс-секретарь президента Дмитрий Песков ограничился комментарием по поводу отсутствия «каких-то провокаций и эксцессов», сенатор от Хабаровского края Елена Грешнякова поддержала Фургала и призвала «быть политкорректными и использовать в своих заявлениях проверенные и подтверждённые данные, а не фейки из телеграм-каналов или жёлтой прессы».
Временно исполняющий обязанности губернатора Хабаровского края Михаил Дегтярев заявил журналистам, что у него есть «неопровержимые данные» о том, что митинги в Хабаровске организуют иногородние и иностранные граждане.
5 августа заместитель председателя Совета Безопасности РФ Дмитрий Медведев заявил, что есть много граждан, поддерживающих бывшего губернатора Хабаровского края Сергея Фургала, и государство должно с этим определённым образом считаться. Также он подчеркнул, что люди имеют право на выражение своей гражданской позиции, но формы такого выражения должны соответствовать закону и эпидемиологическим правилам. При этом Медведев уточнил, что реализация гражданских прав одних людей не должна затрагивать других. Также отметил, что «суд должен проходить в соответствии с действующими правилами, включая правило о подсудности».
15 февраля 2021 появилась информация, что врио губернатора Хабаровского края Михаил Дегтярёв на этой неделе встретится с Владимиром Путиным — об этом в воскресенье сообщил телеканал «Россия 1» в программе «Москва. Кремль. Путин». Дегтярёв просил найти ему замену перед выборами губернатора из-за высокого антирейтинга, но Кремль настаивает, чтобы он избирался «любой ценой».
2 марта прекратили уголовное дело по «дадинской» статье 212.1 УК РФ на местного активиста Валентина Квашникова.

### Позиция хабаровских депутатов
Во время дневной акции 8 августа 2020 года на площадь в Хабаровске вышла член Совета Федерации от Хабаровского края Елена Грешнякова. Отвечая на вопросы журналистов, она назвала глупостью информацию о том, что к организации протестов в Хабаровском крае причастны иностранцы, а также выразила недовольство федеральным СМИ, не освещающим протесты в Хабаровске.

Фракционный состав Хабаровской городской думы с 23 по 25 ноября 2020 г.
Независимые (17)
ЛДПР (17)
Справедливая Россия (1)

23 ноября 17 из 35 депутатов Хабаровской городской думы, включая председателя думы Михаила Сидорова, объявили о выходе из ЛДПР в знак протеста против несогласия с политикой регионального отделения партии. Таким образом, ЛДПР лишилась большинства в думе: теперь 17 депутатов состоят во фракции ЛДПР, 1 — во фракции «Справедливой России», 17 — независимые. Однако уже 25 ноября, спустя два дня, после встречи депутатов с врио губернатора Дегтярёвым и звонка им сестры Сергея Фургала, в котором она просила не выходить из партии, поскольку это решение может негативно отразиться на находящемся в СИЗО экс-губернаторе, все 17 депутатов отозвали свои заявления о выходе из ЛДПР.

### Дела об административных правонарушениях в отношении активистов
В отношении активистов заводили дела о нарушении порядка проведения прошедших акций. По оценке краевой администрации, на начало сентября был составлен 161 протокол об административных правонарушениях. Суды рассмотрели 142 протокола, арестованы 19 человек.
По сообщению администрации Хабаровска, на конец декабря 2020 года суды вынесли 485 решений в отношении участников акций:
- 322 лица оштрафованы (общая сумма штрафов — более 3,5 млн рублей);
- 95 лиц получили административный арест;
- 41 лицо получило обязательные работы.

### Дела об административных правонарушениях в отношении участников акций солидарности с хабаровским протестом
Имели место случаи назначения административных штрафов и арестов участникам акций солидарности с хабаровским протестами, прошедших за пределами Хабаровского края. Активистке Яну Дробноход в Новосибирске в течение 2020 года шесть раз назначали административный штраф за акции в поддержку Хабаровска, после чего в отношении Дробноход возбудили уголовное дело по «дадинской» статье 212.1 УК РФ и в феврале 2021 года суд отправил Дробноход в СИЗО.

### Задержания журналистов и блогеров
Блогеру Алексею Романову суд назначал административный арест.
В ноябре в Хабаровске начались массовые задержания журналистов и блогеров, освещавших митинги.

### Признание движения «Я/Мы Сергей Фургал» экстремистским
7 февраля 2024 года прокурор из Хабаровского края потребовал признать движение «Я/Мы Сергей Фургал» экстремистским и запретить его на территории России. Миньюст сообщил, что иск будет рассмотрен Хабаровским краевым судом 22 февраля.

## Реакция Сергея Фургала
14 июля 2020 года представитель общественной наблюдательной комиссии (ОНК) Москвы Ева Меркачёва сообщила, что Сергей Фургал не знает о митингах, проходящих в его поддержку в Хабаровском крае, так как эту информацию запретили ему рассказывать.

## Реакция творческих деятелей
Внимание к хабаровским митингам привлекали многие известные актёры, музыканты и журналисты, высказывавшиеся в поддержку митингующих. Среди них были актёр Алексей Панин, лидер рок-группы «ДДТ» Юрий Шевчук, журналист и автор YouTube-канала «вДудь» Юрий Дудь, музыкант Сергей Шнуров, актёр и режиссёр Гоша Куценко, ведущий Александр Гудков, лидер известной музыкальной группы «Lumen» Рустем Булатов, рэпер Вячеслав Машнов "Слава КПСС".

## Отношение российского населения к хабаровским протестам
Согласно результатам опроса Левада-центра, проведённого 24-25 июля 2020 года по репрезентативной выборке из 1617 человек, о протестах в Хабаровском крае знали 83 % россиян, при этом 45 % знавших о протестах «скорее положительно» относились к протестующим, а 17 % относились к хабаровским протестам «скорее отрицательно».

## Поддержка протестов за рубежом

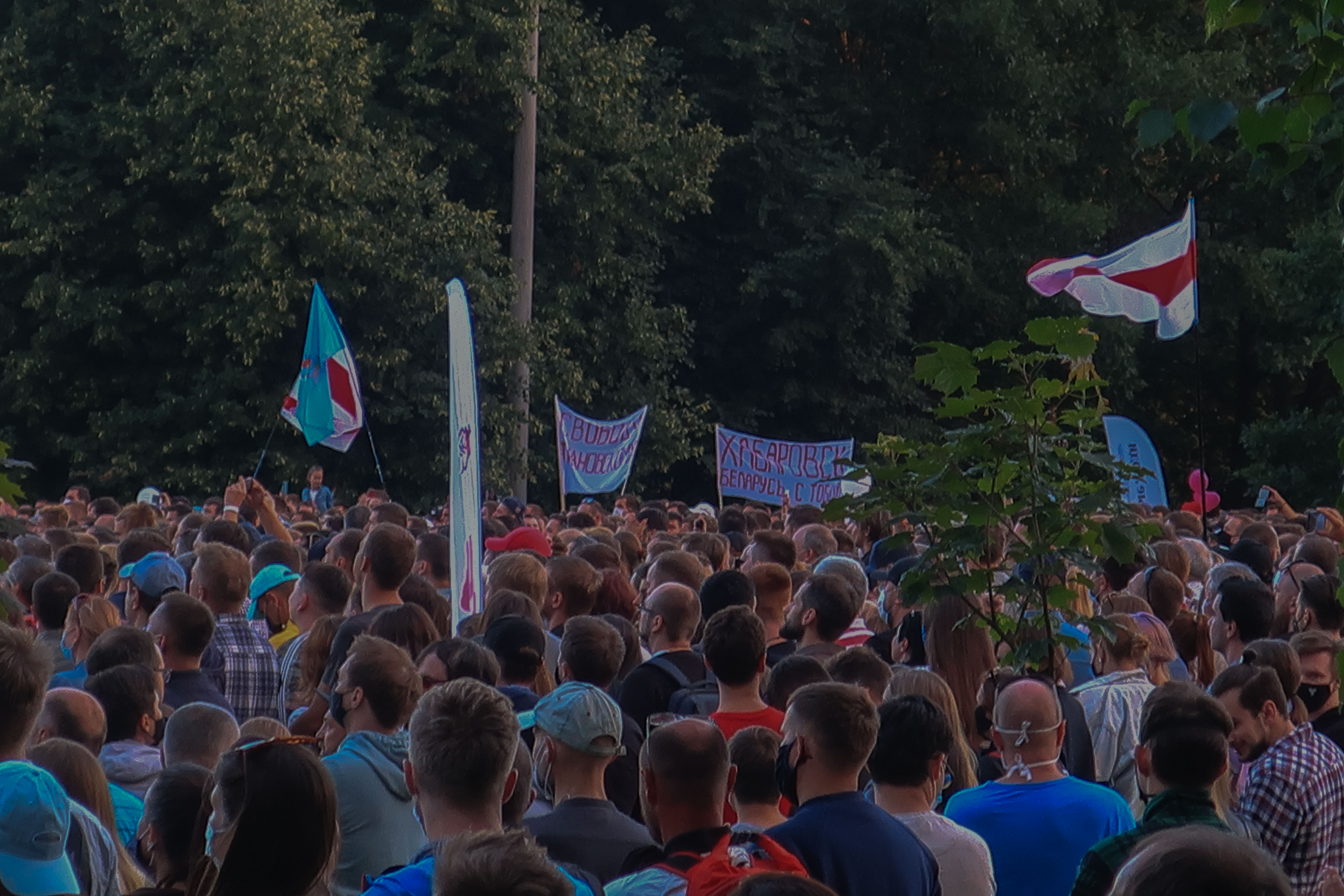
Плакат «Хабаровск, Беларусь с тобой» на митинге Светланы Тихановской в Минске, 30 июля

Некоторые участники протестов в Белоруссии демонстрировали на митингах свою поддержку протестов в Хабаровском крае путём демонстрации соответствующих плакатов.

## В культуре
11 августа 2020 года русскоязычный телеканал RTVi выпустил фильм Сергея Шнурова о протестах в Хабаровске.